# Taeniaptera lineata
Taeniaptera lineata är en tvåvingeart som beskrevs av Günther Enderlein 1922. Taeniaptera lineata ingår i släktet Taeniaptera och familjen skridflugor.
Artens utbredningsområde är Colombia. Inga underarter finns listade i Catalogue of Life.